# Daniel Wäjersten
Daniel Karl Patrik Wäjersten, född 8 januari 1990 i Fjärås församling i Hallands län, är en svensk travkusk och travtränare. Han innehar licens vid Bergsåker travbana och driver sin verksamhet på Solum gård strax utanför Sundsvall.

## Karriär
Då Wäjersten segrade i Stochampionatet på Axevalla travbana den 24 juli 2022 med Great Skills, gjorde de det på tiden 1.12,5 över 2 640 meter, vilket var nytt världsrekord för fyraåriga ston över lång distans, autostart och tusenmetersbana.

## Segrar i större lopp
| År   | Lopp                                              | Häst               | Tränare          | Grupp   |
| ---- | ------------------------------------------------- | ------------------ | ---------------- | ------- |
| 2018 | Bronsdivisionen, final, dec                       | Importedfrmdetroit | Markus Pihlström |         |
| 2019 | Breeders' Crown, 2-åriga                          | Global Badman      | Daniel Wäjersten |         |
| 2020 | Margaretas Tidiga Unghästserie, 4-åriga ston, feb | Musett af Djupmyra | Daniel Wäjersten |         |
| 2020 | Silverdivisionen, final, sept                     | Heading Reference  | Håkan Skoglund   |         |
| 2020 | Bronsdivisionen, final, dec                       | Algot Zonett       | Daniel Wäjersten |         |
| 2020 | Breeders' Crown, 2-åriga                          | Global Catwalk     | Daniel Wäjersten |         |
| 2020 | Långa E3, h/v                                     | Global Badman      | Daniel Wäjersten | Grupp 1 |
| 2021 | STL Open                                          | Esprit Sisu        | Daniel Wäjersten | Grupp 2 |
| 2021 | Gävle Stora Pris                                  | Esprit Sisu        | Daniel Wäjersten | -       |
| 2022 | Stochampionatet                                   | Great Skills       | Daniel Wäjersten | Grupp 1 |
| 2023 | Europeiskt championat för ston                    | Great Skills       | Daniel Wäjersten | Grupp 1 |
| 2023 | Sto-SM                                            | Great Skills       | Daniel Wäjersten | Grupp 2 |
| 2024 | Sto-SM                                            | Great Skills       | Daniel Wäjersten | Grupp 2 |